# Polar (satellit)
Polar är en satellit för rymdfysikforskning, uppsänd av NASA, i drift 1996-2008.
Polar sändes upp den 24 februari 1996 med en Delta II-raket från Vandenberg Air Force Base. Huvudmålet var utforskning av jordens magnetosfär, främst i polarområdena där norrskenet uppträder. Satelliten lades i en mycket utsträckt bana (perigeum och apogeum på 11 500 resp. 57 000 km höjd) med 90 graders inklination och en period på ca 23 timmar. Driften av Polar upphörde den 15 april 2008.
Polar är tvilling med satelliten WIND